# Braća koale
Braća koale je australsko-britanska stop-animirana TV serija za djecu. Radi se o dva brata, medvjedićima koalama iz Australije, koji pomažu prijateljima (Noi, Juri, Grgi i drugima) u nevolji. Medvjedići se izvorno zovu zovu Frank i Buster, a u hrvatskom prijevodu Leo i Karlo.
Serija promiče moralne i druge vrijednosti kao što su: odgovornost, timski rad, pomaganje drugima u nevolji, rješavanje problema itd.
U Hrvatskoj, ovaj crtić prikazuje RTL Kockica.

## Likovi

### Glavni likovi
- Frank je pilot zrakoplova. Pokazao je izvrsne vještine u tenisu i bio je jedini član zajednice koji je mogao pobijediti Archieja, iako je priznao da je to vjerojatno bila samo sreća. Također je u jednom trenutku potaknuo zanimanje za grnčarstvo, ali nije imao neke velike umjetničke sposobnosti.
- Buster sjedi iza Franka u zrakoplovu i koristi svoj teleskop kako bi uočio prijatelje u nevolji iz zraka. Uvijek je spreman pružiti motivacijski govor ili zagrljaj svojim prijateljima. Govori mekše od Franka i ima mali pramen kose na vrhu glave. Buster voli peći kolače, posebno kolačić s maslacem.

## Vanjske poveznice
- The Koala Brothers u internetskoj bazi filmova IMDb-a